# Greene megye (Ohio)
Greene megye az Amerikai Egyesült Államokban, azon belül Ohio államban található. Megyeszékhelye Xenia, legnagyobb városa Beavercreek. Lakosainak száma 167 966 fő (2020. április 1.). Greene megye Clark, Clinton, Madison, Fayette, Warren és Montgomery megyékkel határos.

## Népesség
A megye népességének változása:
| Lakosok száma | 161 588 | 163 219 | 163 852 | 163 204 | 164 427 | 167 966 |
|               | 2010    | 2011    | 2012    | 2013    | 2015    | 2020    |